# (2517) Orma
(2517) Orma ist ein Asteroid des Hauptgürtels, der am 28. September 1968 vom Schweizer Astronomen Paul Wild, vom Observatorium Zimmerwald der Universität Bern aus, entdeckt wurde.
Der Name des Planeten leitet sich von einer Buchstabenvariation des Asteroiden (1257) Móra ab. Außerdem ist „Orma“ die italienische Bezeichnung für den Begriff „Spur“.